# Japan Standard Time

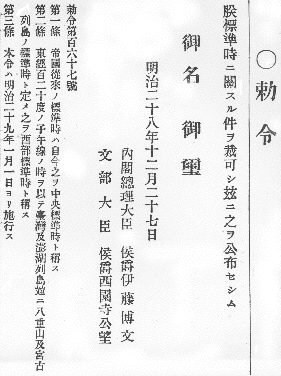
L'ordinanza imperiale 167 emanata il 27 dicembre dell'anno Meiji 28 (1895)

Il Japan Standard Time (日本標準時?, Nippon Hyōjunji o 中央標準時?, Chūō Hyōjunji, abbreviato JST) è il fuso orario standard usato in Giappone, 9 ore avanti rispetto all'UTC (ovvero l'UTC+9). Non è presente l'ora legale, anche se per diverso tempo si è discusso riguardo alla sua introduzione. Durante la seconda guerra mondiale, è stato spesso chiamato Tokyo Standard Time.
Il fuso orario in uso in Giappone si avvale dello stesso sistema usato in Corea, in Indonesia orientale e Timor Est, nonché nel fuso orario di Jakutsk (Russia).

## Storia
Prima dell'era Meiji (1868–1912), ogni regione locale aveva il proprio fuso orario nel quale il mezzogiorno ricorreva nel momento in cui il sole era esattamente al suo zenith. Con l'introduzione dei metodi di trasporto moderni, come ad esempio i treni, questa pratica divenne fonte di confusione. Per esempio, data la differenza di 5 gradi in longitudine tra Tokyo e Osaka, un treno che partiva da Tokyo sarebbe arrivato a destinazione 20 minuti prima secondo il tempo della capitale rispetto a quello di Osaka. Nel 1886, venne emanata l'Ordinanza 51, con l'intento di cercare di correggere questo problema, e così recita il testo:
- Il primo meridiano passa attraverso l'Osservatorio di Greenwich in Inghilterra.
- Le longitudini sono calcolate usando il primo meridiano, contando 180 gradi sia ad est che ad ovest. I gradi positivi sono ad est, i gradi negativi sono ad ovest.
- Il 1º gennaio 1888, la longitudine 135 gradi est sarà impostata come meridiano standard per tutto il Giappone, permettendo ai tempi precisi di essere corretti.[2]»

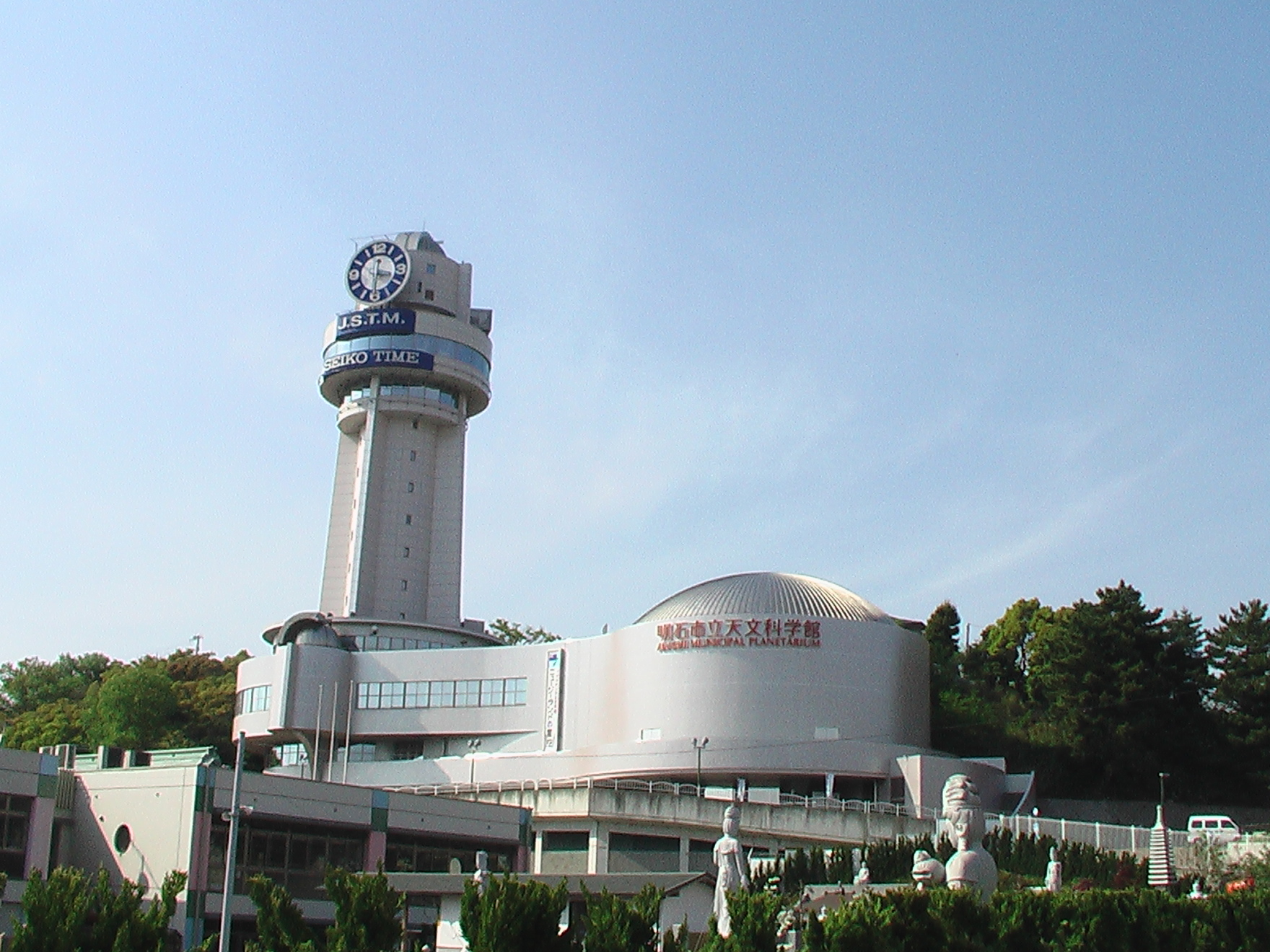
Planetario municipale di Akashi, situato esattamente in prossimità della longitudine 135°E e noto per essere il simbolo dell'ora standard nipponica

In accordo con tale ordinanza, il tempo standard (標準時?, Hyōjunji) fu impostato nove ore avanti rispetto al GMT (l'UTC non era stato ancora stabilito). Nell'ordinanza, la prima clausola cita il GMT, la seconda definisce la longitudine est e quella ovest, mentre la terza stabilisce il fuso orario standard che sarebbe stato utilizzato dal 1888. La città di Akashi nella Prefettura di Hyōgo è situata esattamente in corrispondenza della longitudine 135 gradi est e per questo fu consequenzialmente soprannominata Toki no machi (lett. "Città del tempo").
Con l'annessione di Taiwan nel 1895, l'Ordinanza 167 fu emanata per rinominare la precedente ora standard in "Ora Standard Centrale" (中央標準時?, Chūō hyōjunji) e stabilì una nuova "Ora Standard Occidentale" (西部標準時?, Seibu hyōjunji) al 120° longitudine nello stesso fuso orario per gli arcipelaghi giapponesi delle isole Miyako e Yaeyama, oltre a Taiwan e le sue isole Penghu. Mentre la Corea finisce sotto il controllo del Giappone nel 1910, l'ora standard della Corea dell'UTC+8 continuò ad essere utilizzata sino al 1912, quando fu sostituita dall'Ora Standard Centrale.
L'Ora Standard Occidentale (o Western Standard Time), che fu usato in Taiwan e in alcune parti di Okinawa, fu abolito dall'Ordinanza 529 nel 1937 e rimpiazzato dall'Ora Standard Centrale in tali aree. I territori occupati dal Giappone durante la Seconda Guerra Mondiale, tra cui Singapore e Malaysia, adottarono il Japan Standard Time durante l'intero periodo in cui rimasero occupati, sino a che ripristinarono il sistema precedente dopo il Giappone dichiarò la propria resa.
Negli anni 1948–1951, in cui il Giappone rimase occupato, rimase in vigore l'ora legale dalle ore 02:00 della prima domenica di maggio sino alle 02:00 del secondo sabato di settembre, eccezion fatta per il 1949 che vide l'entrata in vigore a partire dalla prima domenica di aprile. A partire dagli anni Novanta si è proposto in più occasioni un ritorno all'ora legale in Giappone, ma tale introduzione non si è mai attualizzata.

## Fusi orari dell'Impero Giapponese
Sono due i fusi orari che furono implementati in Giappone tra i mesi di gennaio 1896 e settembre 1937:
| Fuso orario | Nome                     | Kanji      | Romaji         | Regione                                                                 |
| ----------- | ------------------------ | ---------- | -------------- | ----------------------------------------------------------------------- |
| UTC+8       | Ora Standard Occidentale | 西部標準時 | Seibu Hyōjunji | Okinawa occidentale e Taiwan (vedi anche Tempo in Taiwan)               |
| UTC+9       | Ora Standard Centrale    | 中央標準時 | Chūō Hyōjunji  | isole principali del Giappone e Corea (vedi anche Korean Standard Time) |

A partire dal mese di ottobre 1937, l'Ora Standard Centrale fu utilizzata anche nella parte occidentale di Okinawa e in Taiwan.

## Database fuso orario IANA
Il database dei fusi orari IANA contiene una zona per il Giappone all'interno del file zone.tab, chiamata Asia/Tokyo.

## Ora legale in Giappone
Negli anni 1948–52, in Giappone fu osservato l'uso dell'ora legale tra i mesi di maggio e settembre ogni anno. Gli Stati Uniti imposero questa politica come parte dell'occupazione da parte degli Alleati del Giappone. Nel 1952, tre settimane prima che l'occupazione ebbe fine, il governo nipponico, al quale furono concessi maggiori poteri, abolì l'ora legale e le autorità dell'occupazione alleata non interferirono. A partire da quel momento, l'ora legale non è mai più stata reintrodotta ufficialmente per l'intero territorio giapponese.
A partire dalla fine degli anni Novanta, un movimento a favore della reintroduzione dell'ora legale in Giappone iniziò a guadagnare attenzione e rilevanza, mirando a salvare l'energia e incrementare il tempo utile diurno. La regione di Hokkaidō è in particolare a favore di tale movimento, in quanto d'estate la giornata inizia già alle 3:30 (secondo l'ora standard) per via della sua latitudine alta e della sua posizione più vicina alla fascia successiva del fuso orario, rendendo l'ora solare della regione in realtà più vicino a quello del fuso UTC+10. Per questa ragione, il sole tramonta a malapena alle 19:00 in molte delle zone orientali della nazione (a Tokyo, l'ora in cui il sole tramonta più tardi durante l'anno è alle 19:01, nel periodo tra il 26 giugno e il 1º luglio, nonostante si trovi alla latitudine 35°41'N). Dopo il 2000, alcuni governi e dipartimenti commerciali locali hanno promosso l'introduzione a titolo sperimentale di una tabella oraria di lavoro anticipata di un'ora durante l'estate, senza una reimpostazione ufficiale degli orologi.
Nel maggio 2013 l'ex governatore di Tokyo Naoki Inose propose lo spostamento permanente del fuso orario dell'intera nazione di due ore in avanti, portando quindi il Giappone ad aderire al fuso orario UTC+11, con l'intento di migliorare l'allineamento del Giappone con i mercati globali e renderlo la prima nazione al mondo ad aprire i mercati azionari in ogni periodo dell'anno.
Nel 2018 il Giappone considerò l'introduzione dell'ora legale in occasione dei giochi olimpici di Tokyo 2020 in maniera da rendere più efficiente l'organizzazione degli eventi che si sarebbero dovuti tenere nelle ore più fredde della giornata. Quest'idea avrebbe dovuto prevedere lo spostamento di un'ora o due in avanti dell'orario solamente durante il periodo di svolgimento della manifestazione sportiva, ma il 27 settembre 2018 gli organizzatori dei giochi annunciarono la cancellazione dell'introduzione dell'ora legale per il mancato supporto ricevuto da parte di aziende e grande pubblico. Tuttavia, non è chiaro i vantaggi che dovrebbe portare l'ora legale in termini di risparmio energetico in Giappone. Una simulazione del 2007 stimò che l'introduzione dell'ora legale incrementerebbe l'energia consumata dagli abitanti di Osaka del 0,13%, con un 0,02% di risparmio per il maggior tempo di illuminazione diurna, compensato dall'incremento dello 0,15% per i costi di raffreddamento; la simulazione non prese in esame gli edifici non residenziali.